# 夜空的彼岸
「夜空的彼方」是SMAP的第27張單曲，於1998年1月14日由勝利娛樂發行。

## 簡介
- SMAP首張百萬銷量的單曲，包括在Oricon、Planet Chart和出荷BEST，其後的2張單曲Lion Heart和世界上唯一的花(單曲版本)均在Oricon上有百萬銷量（另一單曲SHAKE只在Planet Chart和出荷BEST有百萬銷量），是SMAP在1990年代自身最高銷量的單曲。該年在Planet Chart是全年單曲銷量冠軍，在Oricon則是全年單曲銷量第2位。
- 傑尼斯事務所旗下第3組藝人在Oricon上獲得百萬銷量（其餘兩組近藤真彥和KinKi Kids）[3]。本張唱片銷量約162萬張[4][5]。另外在第13屆日本金唱片大獎中獲得年度歌曲特別獎[6]。
- 作詞（本名為菅止戈男，作詞多以片假名名義）和作曲川村結花及多名歌手曾翻唱此歌，美月（本名為兼下真由子）曾在2005年日本電視台播出的《歌STAR!!》節目上演唱此歌，其後得以歌手身份出道。
- 此曲的PV是在寒冷的天氣中成員們在行人天橋唱歌，實際拍攝時木村拓哉因進食牡蠣而腹瀉和肚痛。成員們在PV流露出哀傷和嚴肅的神情，據說這是因他們在寒冷天氣下拍攝而自然流露的表情。單曲在1月發售，因此是在11月及12月拍攝PV。
- B面歌曲Apple Juice沒有在《SMAP×SMAP》和演唱會上演唱，但卻翻唱並收錄在自己的專輯《FAMILY》內。
- 獨唱部分只有木村，除了全員合唱，其餘部分都是由2名成員合唱。
- 此曲從2002年4月開始被列入中學2、3年級的音樂教科書內。
- 除了收錄在《SMAP 012 VIVA AMIGOS!》，還收錄在2001年3月23日發售的《Smap Vest》，而B面歌曲Apple Juice以重新編曲收錄在SMAP的內《SMAP 012 VIVA AMIGOS!》。
- 此曲是SMAP第8次在紅白歌合戰出場的表演歌曲。[7]
- 此曲於2012年上海群星新春大聯歡上海東方衛視邀請SMAP前往表演，演出本首歌曲的中文版。

## 收錄歌曲
1. 夜空的那方
  - 作詞：菅止戈男（スガシカオ）  / 作曲：川村結花 / 編曲：CHOKKAKU
  - 菅止戈男憑此曲令自己的知名度上升，而川村結花則翻唱此曲並在同年9月9日發售，菅止戈男在2001年翻唱並收錄在自己的專輯《Sugarless》內。在2007年由富士電視台播出的《MUSIC FAIR21》上，菅止戈男與CHAGE and ASKA一同合唱。現在是關西電視台的《FNN SUPER NEWS ANCHOR》內天氣預告的背景音樂。菅止戈男在2006年替與SMAP同事務所的KAT-TUN的新曲《Real Face》作詞，此曲銷量過百萬，亦是該年單曲銷量冠軍。
2. Apple Juice （リンゴジュース）
  - 作詞、作曲：菅止戈男（スガシカオ）  / 編曲：CHOKKAKU
  - 由菅止戈男提供的作品，與A面相比，此曲的知名度不及A面，其後菅止戈男翻唱此曲並收錄在自己的專輯《FAMILY》內。
3. 夜空的那方 （Instrumental）
4. Apple Juice （Instrumental）

## 翻唱
除了川村結花翻唱外，還有以下歌手：
- 2007年，（本名為甲斐祥弘），收錄在專輯《10 Stories》
- 2007年，SOTTE BOSSE，收錄在專輯《innocent view》
- 2007年，杏里，收錄在專輯《tears of anri》

## 相關連結
- SMAP《夜空的彼方》單曲網站 （页面存档备份，存于） （Victor Entertainment）（日語）
- SMAP 《夜空ノムコウ 中文版》